# Мустафа Бунду
Мустафа Бунду Шонг Гамес (англ. Mustapha Bundu Shong Hames, нар. 27 лютого 1997, Фрітаун, Сьєрра-Леоне) — сьєрралеонський футболіст, нападник бельгійського клубу «Андерлехт» та національної збірної Сьєрра-Леоне. На правах оренди грає у іспанському клубі «Андорра».

## Клубна кар'єра
Мустафа Бунду починав свою футбольну кар'єру в Англії у клубах Регілнальної ліги. У 2016 році футболіст уклав річний контракт з данським клубом «Орхус». У жовтні того року він зіграв перший матч у данській Суперлізі. У грудні 2016 року Бунду продовжив дію контракту з данським клубом до 2021 року. У вересні 2019 року Бунду був названий Гравцем місяця у Суперлізі.
У серпні 2020 року Бунду підписав чотирирічний контракт з бельгійським «Андерлехтом». Сума контракту становила близько 3 млн євро. І у вересні дебютував у бельгійському чемпіонаті.
У січні 2021 року футболіст відправився в оренду до кінця сезону у данський «Копенгаген». Маючи опцію викупу, данський клуб нею не скористався і по завершенню сезону Мустафа повернувся до «Андерлехту».
31 серпня 2021 року Бонду знову приєднався до «Орхуса» на правах оренди до кінця сезону з правом подальшого викупу контракту.

## Збірна
4 вересня 2019 року у матчі кваліфікації до чемпіонату світу 2022 року проти команди Ліберії Мустафа Бунду дебютував у національній збірній Сьєрра-Леоне. Брав участь у Кубку африканських націй 2021 року.

## Титули
- Гравець місяці у данській Суперлізі: вересень 2019[11]